# Roccasparvera
Roccasparvera é uma comuna italiana da região do Piemonte, província de Cuneo, com cerca de 671 habitantes. Estende-se por uma área de 10 km², tendo uma densidade populacional de 67 hab/km². Faz fronteira com Bernezzo, Borgo San Dalmazzo, Cervasca, Gaiola, Rittana, Vignolo.

## Demografia
| Variação demográfica do município entre 1861 e 2011                               |
|                                                                                   |
| Fonte: Istituto Nazionale di Statistica (ISTAT) - Elaboração gráfica da Wikipedia |